# Cluedo
A Cluedo (ejtsd: klúdó) egy táblás, szituációs, logikai társasjáték. A tábla helyszínt ad egy bűntény kinyomozásához, amelyben a történet szereplőit alakító játékosok az összegyűjtött adatok alapján jelölhetik meg a gyanúsítottjaikat.
A név az angol clue (jelentése 'kulcs (a megfejtéshez)') és a latin ludo (jelentése 'játszom') szavak összevonásából született. A Cluedo szó a Waddingtons Games Ltd. regisztrált védjegye, a cég 1994-ben a Hasbro tulajdonába került.
A játék Clue néven is megjelent már, és a Cluedo szóhoz kapcsolódva számtalan egyéb játék is született: Super Cluedo Challenge, Cluedo Master Detective, Clue Jr.: Case of the Missing Pet, Cluedo Card Game stb.

## Alaptörténet
John Blacket holtan találják a háza középső termében, halálának oka, pontos helye és az elkövető ismeretlen. A rendőrök 6 gyanúsítottat találnak, akiknek a talált nyomokat nem árulják el. A játékosok a ház egy-egy lakóját vagy vendégét személyesítik meg, és mindegyikük célja, hogy saját maguk tisztázására megtalálják a válaszokat a három kérdésre. Ehhez a házban járkálva egymásnak tesznek fel kérdéseket, és a válaszok alapján, kizárásos módszerrel kell megtalálniuk azt, akit megalapozottan vádolhatnak meg a bűnténnyel.

## Tartozékok
A kiadók a játék alapötletét már számos változatban hasznosították, ezért a játék kellékei és alakjai sokfélék. De a játék tábláján mindig szobák, termek vannak körben megjelenítve, a szobák belseje és a közöttük levő, folyosószerű terek pedig mezőkre vannak osztva. A figurákkal ezeken a mezőkön kell lépdelni egyik szobából a másikba, kockadobás alapján.
Kiegészítő kellékként a játékhoz tartoznak kis jelképek és azokról szóló kártyák a gyilkossághoz használt lehetséges tárgyakról, a szereplőkről szóló kártyák, a helyszínekről szóló kártyák, kis adatgyűjtő űrlapok, és két dobókocka. A szereplők és a szobák nevei, valamint a gyilkossághoz használt eszközök készlete kiadásonként variálódik, a játék lényegén ez nem változtat.

## Előkészületek
Az ekkor még külön kezelt három kis kártyacsomagot – személy, tárgy, helyszín – lefordítva megkeverik, és húznak egy lapot mindegyikből. Ezeket egy tokba helyezve a tábla közepére kell tenni, ezek tartalmazzák a gyilkosság megfejtendő, most még ismeretlen adatait.
Ezután a játékosok szereplőket választanak, és mindegyik figurát elhelyezik a ház középső termében, a tárgyakat pedig tetszés szerint elhelyezhetik a táblán, ez utóbbinak a játék szempontjából nincs jelentősége. A most már összekevert kártyákat kiosztják egymás között.
A játék 6 személy részére készült, eredetileg 6 lehetséges fegyverrel és 9 szobával. Kevesebb játékossal is játszható, de ekkor vagy az összes kártyát szét kell osztani a játékosok között, vagy pedig előre tisztázni kell, hogy mely szereplők vannak játékban és melyeket hagytak ki belőle. Minél több szereplő, tárgy és szoba vesz részt a játékban, annál nehezebb és időigényesebb a megoldás kitalálása.

## Egy klasszikus változat elemei
személyek:

helyiségek

- Mustard ezredes, nyugalmazott katonatiszt
- Plum professzor, régész
- John Green, lelkész
- Patricia Peacock, bulvárcsillag
- Josephine Scarlett, jótékony színésznő
- Mrs. White, házvezetőnő

lehetséges eszközök:
- kés
- kötél
- ólom vízvezetékcső
- villáskulcs
- gyertyatartó
- pisztoly

helyiségek:
| konyha (titkos átjáró a dolgozószobába) | bálterem | télikert (titkos átjáró a nappaliba)    |
| étkező                                  |          | biliárdszoba                            |
| étkező                                  | könyvtár |                                         |
| nappali (titkos átjáró a télikertbe)    | hall     | dolgozószoba (titkos átjáró a konyhába) |

## A játék menete

### Dobás és lépés
A soron következő játékos két kockával dob, és a számnak megfelelő számú mezőt lép az általa választott helyszín felé haladva. A játékban ütés nincs, a figurák kikerülik egymást. Ha egy figura éppen valamelyik szoba ajtajában áll, akkor az ajtón áthaladni nem lehet. A kockadobás és lépegetés nem képezi a játék lényeges részét, inkább csak színesíti azt.
A hagyomány szerint a játékot Miss Scarlett kezdi.

### Gyanúsítás
Ha egy játékos egy helyiségbe ért, például a könyvtárszobába, meggyanúsíthat valakit. Például: „Lehet, hogy a gyilkosságot Mrs. Peacock követte el a gyertyatartóval a könyvtárszobában?” A feltételezett helyszín csak az lehet, amelyikben a játékos éppen tartózkodik. Ekkor a megnevezett figurát és tárgyat ebbe a helyiségbe kell áttenni, a figura a lépését innen fogja folytatni.
A kérdezőtől balra ülő játékosnak ekkor válaszolnia kell a kérdésre. A válasz kétféle lehet:
- Ha a kérdezett játékos kártyái között van a három megnevezett elem közül bármelyik, akkor a többiek elől rejtve azt megmutatja a kérdező játékosnak, majd visszaveszi. Ha két vagy három kártyája is megegyezik a kérdezettekkel, akkor azok közül csak az egyiket mutatja meg. Fontos, hogy a többi játékos ne tudhassa, hogy mi volt a megmutatott kártyán.
- A másik válaszlehetőség: „Nem tudom.” Ekkor a tőle balra következő játékosnak kell választ adnia ugyanerre a kérdésre.

Ha utólag kiderül, hogy egy játékos eltitkolta, hogy nála megfelelő kártya van, az csalt, amiért zálogot ad, vagyis a többi játékos büntetést róhat ki rá, valamint a jövőben egyetlen előkelő házban sem fogják szívesen fogadni a látogatását.
Ha egy kérdésre mindenki "nem tudom"-mal válaszolt, az jelezheti azt, hogy megvan a megfejtés, de jelezheti azt, hogy a kérdező a többiek megtévesztésére tett a kérdésébe olyan elemet, amelyikhez tartozó kártya az ő kezében van. Ez nem tilos.
A játékosok feljegyzik maguknak a kérdéseket és válaszokat, és azokból következtetéseket próbálnak levonni, hogy amikor ők következnek, hasznos kérdést tudjanak feltenni, esetleg rögtön meg is vádoljanak valakit.

### Vádolás
A játékos, ha úgy érzi, hogy minden szükséges adat birtokába jutott, bejelentheti a vádját a rendőrségen. Ez úgy történik, hogy a többiek elől rejtve felírja egy lapra a megfejtésnek vélt személyt, tárgyat és helyiséget, majd, szintén a többiek elől rejtve megnézi a tokban levő kártyákat. Ha egyeznek, akkor a játékos bemutatja ezeket a többieknek, és ő nyerte meg a játékot.
Ha a vád nem egyezik meg mindhárom elemében a helyes megfejtéssel, akkor a játékos a kártyákat visszateszi a tokba, a papírt pedig lefordítja, hogy a többi játékos a helytelen tippet se láthassa. Ez a játékos kiesett. Ám ez csak azt jelenti, hogy többet nem léphet, nem kérdezhet és nem vádolhat, ugyanakkor a játék folytatódik, és a többi játékos kérdésére neki a továbbiakban is válaszolnia kell, a szabály szerint.
Lehet úgy is játszani, hogy a kieső játékos felfedi a saját lapjait, és ekkor neki már nem tesznek fel kérdést.
A játék a helytálló vád megszületéséig folytatódik, vagy amíg egy kivételével minden játékos kiesik.